# 短尾賊鷗
短尾賊鷗，又名賊鷗，是一種屬於賊鷗科 Stercorariidae 的海鳥。這是一種遷徙性物種，繁殖於北部的斯堪地那維亞、蘇格蘭、冰島、格陵蘭、加拿大北部、阿拉斯加和西伯利亞，冬季則遷徙至南半球。寄生性掠奪是這種鳥類在遷徙和冬季期間的主要食物來源，並且其名稱也來源於此。

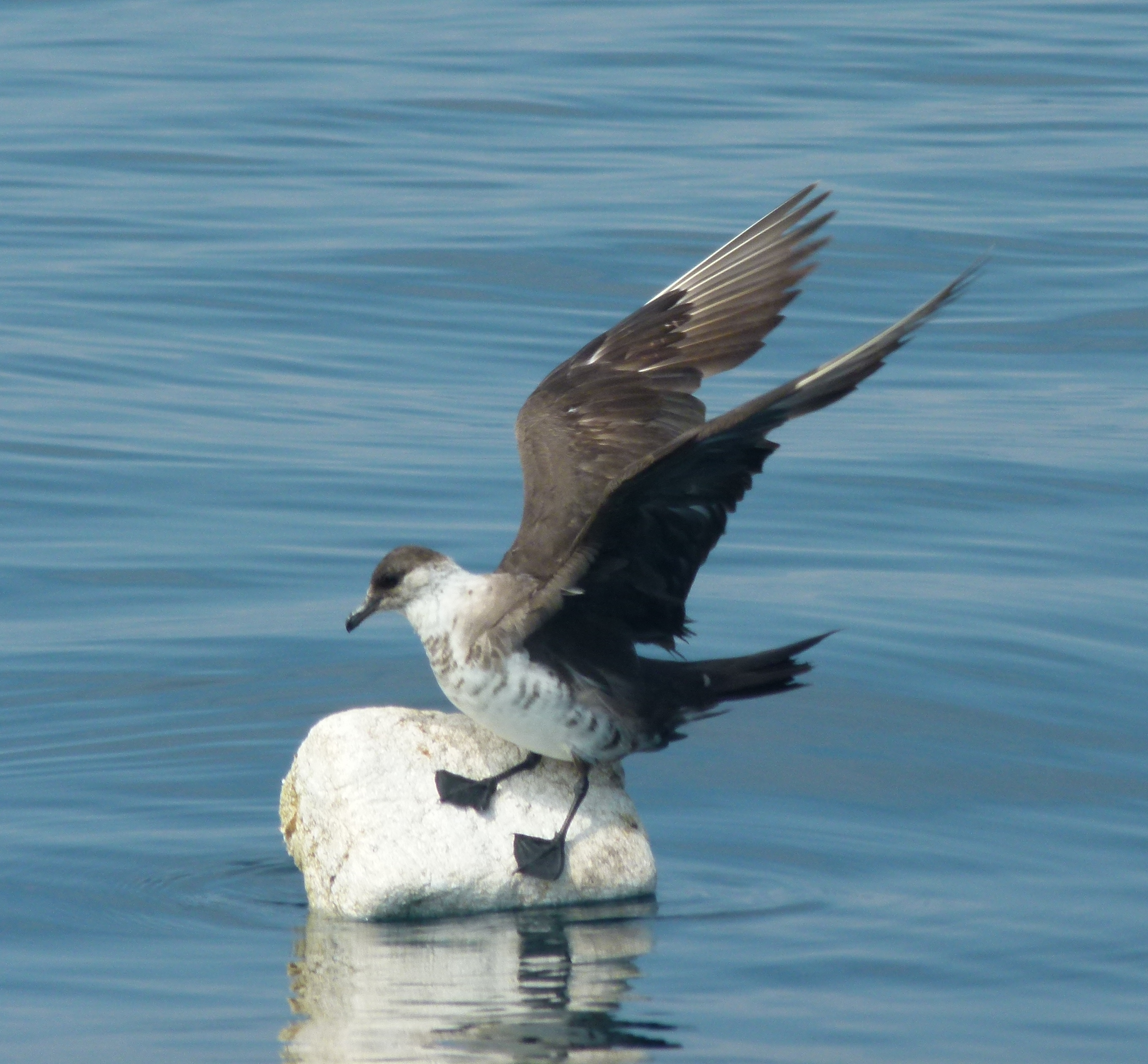
亞成鳥

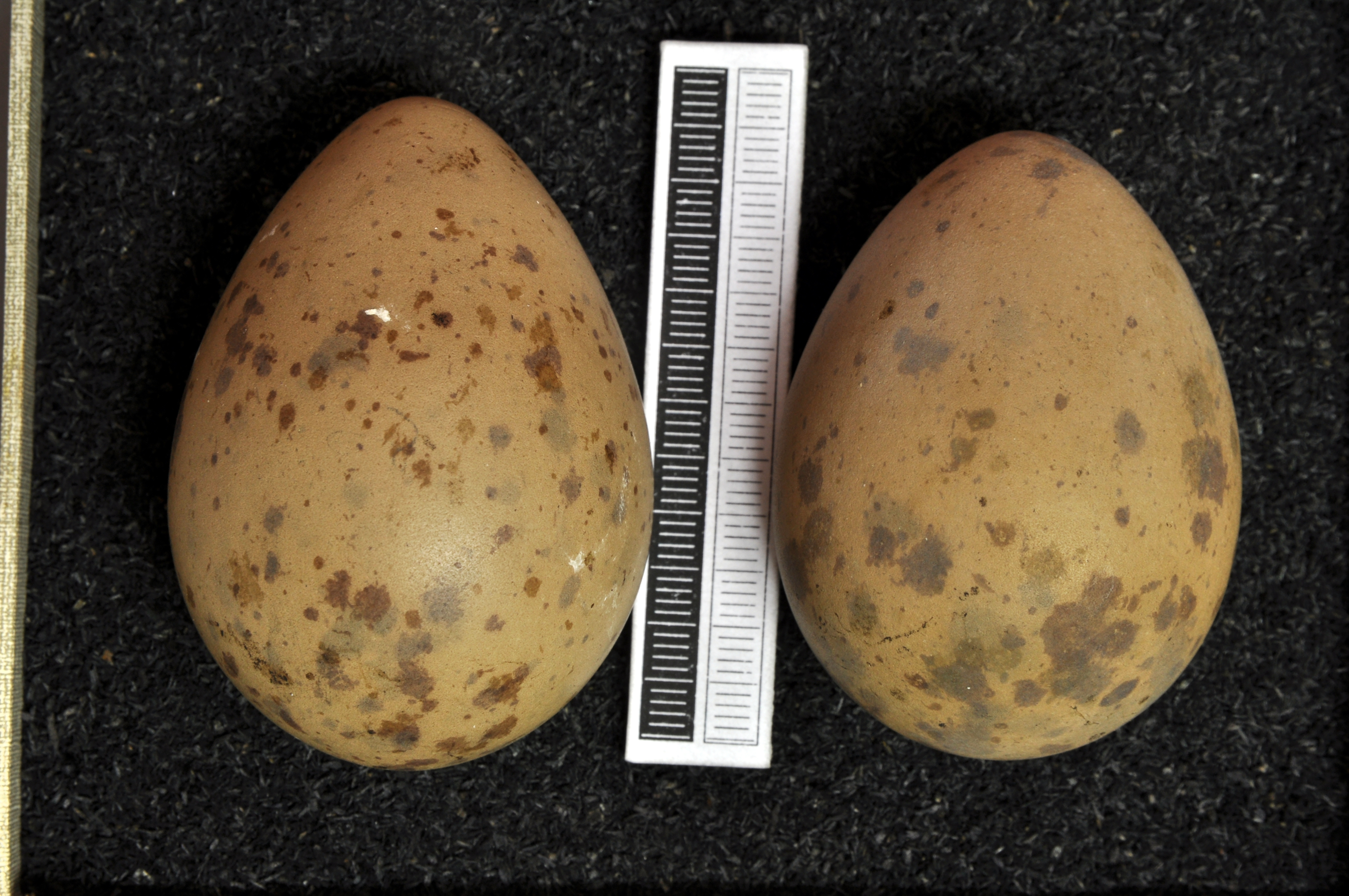
卵, 威斯巴登博物館

## 分類
短尾賊鷗在1758年由瑞典博物學家卡爾·林奈在其《自然系統》第十版中以二名法Larus parasiticus 物種描述自然系統。林奈指定其模式產地為「歐洲、美洲和亞洲的北回歸線內」，但現在這個地點被限制在瑞典海岸。 短尾賊鷗現在與其他六種賊鷗一起被歸入由法國動物學家馬蒂蘭·雅克·布里松於1760年引入的賊鷗屬（Stercorarius）。該物種被認為是單型的，沒有亞種被承認。 屬名Stercorarius來自拉丁語，意為「糞便的」；當賊鷗追逐其他鳥類時，它們曾被認為吐出的是排泄物。種名parasiticus同樣來自拉丁語，意為「寄生的」。 「jaeger」這個詞來自德語的Jäger，意為「獵人」。 英語中的「skua」來自法羅語名稱skúgvur [ˈskɪkvʊər]，這是大賊鷗的名稱，該鳥以斯庫島上的鳥群而聞名。一般來說，法羅語中賊鷗的名稱為kjógvi [ˈtʃɛkvə]。

## 描述

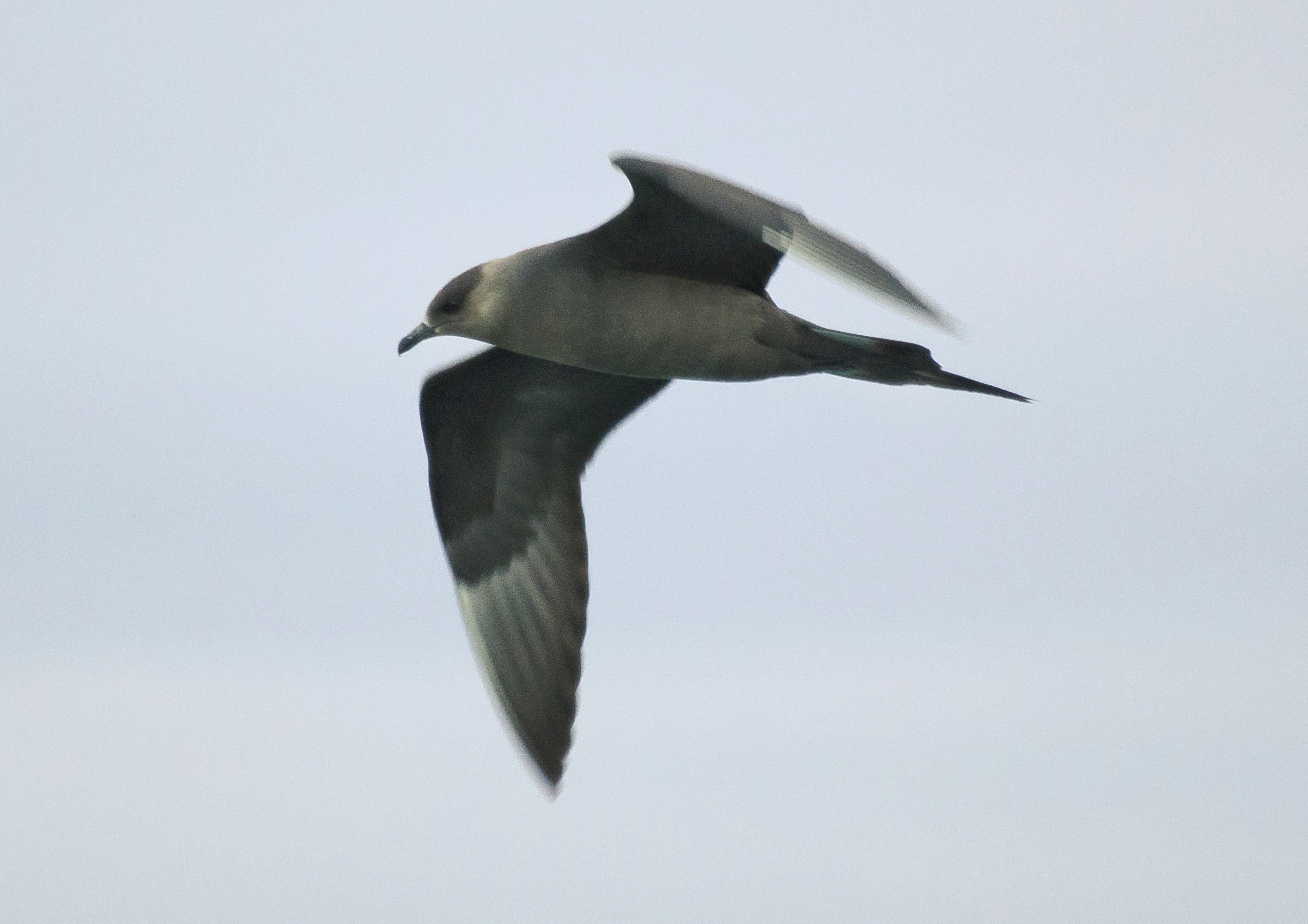
暗色型（冰島）

由於與長尾賊鷗和中賊鷗的相似性，以及存在三種顏色多型性，識別短尾賊鷗變得複雜。短尾賊鷗是體型較小的賊鷗，體長約41—48 cm（16—19英寸），翼展107—125 cm（42—49英寸），體重約300—650 g（11 oz—1 磅 7 oz）。 繁殖期成鳥的尾部流蘇約佔其體長的7 cm（3英寸）。淺色型成鳥背部為棕色，腹部主要為白色，初級飛羽為深色並有白色「閃光」。頭部和頸部為黃白色，並有黑色頭頂和尖銳的中央尾羽突起。深色型成鳥呈深棕色，中間型鳥類則呈深色，但腹部、頭部和頸部稍微淡一些。所有色型都具有白色翅膀閃光。
幼鳥的識別更加困難，短尾賊鷗和長尾賊鷗之間很難區分。短尾賊鷗比長尾賊鷗更厚實，翅膀較短，飛行時不像燕鷗那麼輕盈。它們通常顏色較暖，帶有棕色調，而非灰色。然而，它們表現出相同範圍的羽毛變異。其飛行方式更像隼。短尾賊鷗是三種賊鷗中最常見的岸邊觀察到的物種。
這種鳥的典型叫聲是一種鼻音的喵喵聲，在展示時會重複幾次。它們的警報叫聲則是一種較短的聲音。

## 分佈與棲地
這種鳥類在古北界的歐亞大陸北部和北美洲繁殖，在南至蘇格蘭北部的地區也有重要的族群，包括設德蘭群島、奧克尼群島、外赫布里底群島、蘇特蘭、凱瑟尼斯和阿蓋爾和比特的一些島嶼。北美的鳥類繁殖於阿拉斯加、育空地區、西北地區、努納武特、哈德遜灣沿岸以及魁北克北部和努納維克的部分地區。
短尾賊鷗是一種候鳥，冬季在熱帶和南部海洋的海上度過。雖然大部分遷徙發生在海上，但歐亞族群的春季遷徙會經過坎寧河谷（阿拉斯加），而秋季遷徙則會從俄羅斯北部穿越波斯灣。美洲族群的秋季遷徙則會經過五大湖，特別是安大略湖。

## 行為

### 繁殖
築巢發生在乾燥的凍原、較高的高地和島嶼上。巢中通常有多達四顆橄欖棕色的蛋。賊鷗通常保持沉默，只有在繁殖地時才會發出喵喵叫聲和哀鳴聲。像其他賊鷗一樣，它會向接近巢穴的人類或狐狸的頭部飛去。

### 覓食
這種鳥在繁殖季節會以啮齒類動物、昆蟲、蛋、小鳥和幼鳥為食，但其飲食的大部分（尤其是在冬季和遷徙期間）來自於通過搶劫其他鳥類（主要是鷗類和燕鷗）捕獲的食物，這種行為稱為盜食寄生。

## 保護狀況
2018年，由於其數量在2000年代初期急劇下降，Stercorarius parasiticus在冰島的保護級別從2000年的無危提升到瀕危。 全球範圍內，它被列為無危物種。